# Dobieszczyn
Dobieszczyn (do 1945 niem. Entepöl) – osada (wieś) w Polsce położona w województwie zachodniopomorskim, w powiecie polickim, w gminie Police, ok. 19 km na północny zachód od centrum Szczecina.
Miejscowość jest usytuowana na Równinie Polickiej w Puszczy Wkrzańskiej, przy granicy państwowej. Do wsi prowadzi ze Szczecina droga wojewódzka nr 115. 
Przez wieś prowadzi  Szlak „Puszcza Wkrzańska”.

## Historia

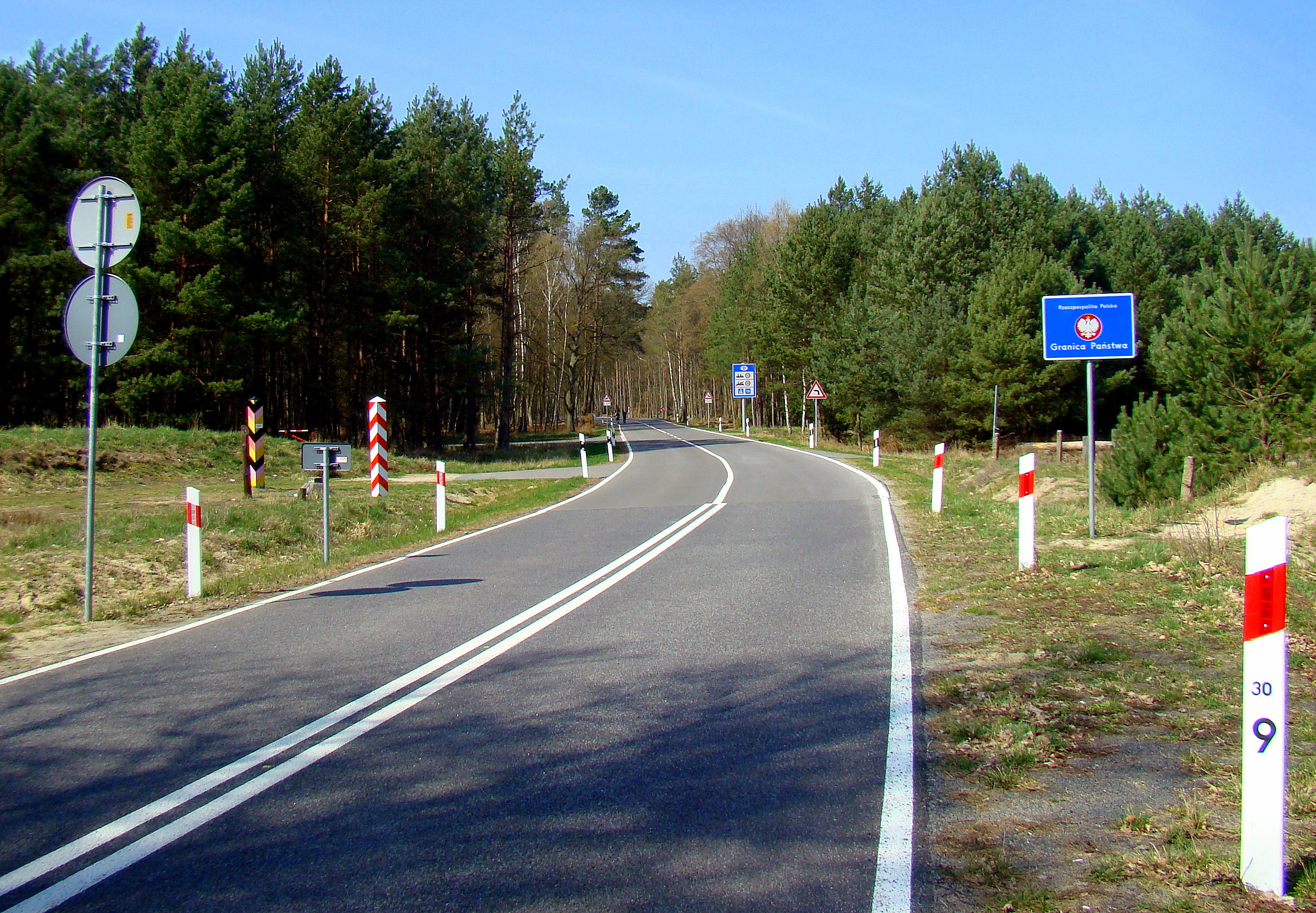
Granica państwowa polsko-niemiecka, okolice Dobieszczyna, (DW115)

Od drugiej połowy XIX w. istniała tu smolarnia. Wieś leżała na dawnym szlaku pocztowym Szczecin - Ueckermünde.
Polacy przejęli osadę 4 października 1945 r. od władz radzieckich po utworzeniu tzw. enklawy polickiej. Po wytyczeniu granicy państwowej, powstała wtedy tu stażnica WOP.
Obecnie przebiega tędy droga Szczecin - Ueckermünde, która mimo wejścia Polski do Układu z Schengen (21 grudnia 2007 r.) pozostawała zamknięta do 5 czerwca 2008 r. od linii granicznej aż po skrzyżowanie z drogą DW115 w związku z protestem ze strony Wojewódzkiego Konserwatora Przyrody w Szczecinie Macieja Trzeciaka, który nakazał wykonanie ekspertyzy. 
Nazwa wsi pochodzi od staropolskiego imienia Dobiesław.
Przynależność polityczno-administracyjna Dobieszczyna
- 1815–1866: Związek Niemiecki, Królestwo Prus, prowincja Pomorze;
- 1866–1871: Związek Północnoniemiecki, Królestwo Prus, prowincja Pomorze;
- 1871–1918: Cesarstwo Niemieckie, Królestwo Prus, prowincja Pomorze;
- 1919–1933: Rzesza Niemiecka (Republika Weimarska), kraj związkowy Prusy, prowincja Pomorze;
- 1933–1945: III Rzesza, prowincja Pomorze;
- 1946–1950: Rzeczpospolita Polska (Polska Ludowa), województwo szczecińskie, powiat szczeciński;
- 1950–1957: Polska Rzeczpospolita Ludowa (Polska Ludowa), województwo szczecińskie, powiat szczeciński;
- 1957–1975: Polska Rzeczpospolita Ludowa, województwo szczecińskie, powiat szczeciński;
- 1975–1989: Polska Rzeczpospolita Ludowa, województwo szczecińskie;
- 1989–1998: Rzeczpospolita Polska, województwo szczecińskie;
- 1999–teraz: Rzeczpospolita Polska, województwo zachodniopomorskie, powiat policki, gmina Police[5].

## Inne
Po niemieckiej stronie granicy znajduje się drewniany krzyż oraz kamień upamiętniający śmierć księcia pomorskiego Barnima II w 1295 r. (28 maja), zabitego według legendy (zanotowanej przez Jana Bugenhagena i Tomasza Kantzowa) przez rycerza Widantę z Mokrawic. Krzyż (tzw. Barnimskreuz) znajdował się bliżej obecnego pasa granicznego, w związku z budową którego został przesunięty na zachód.

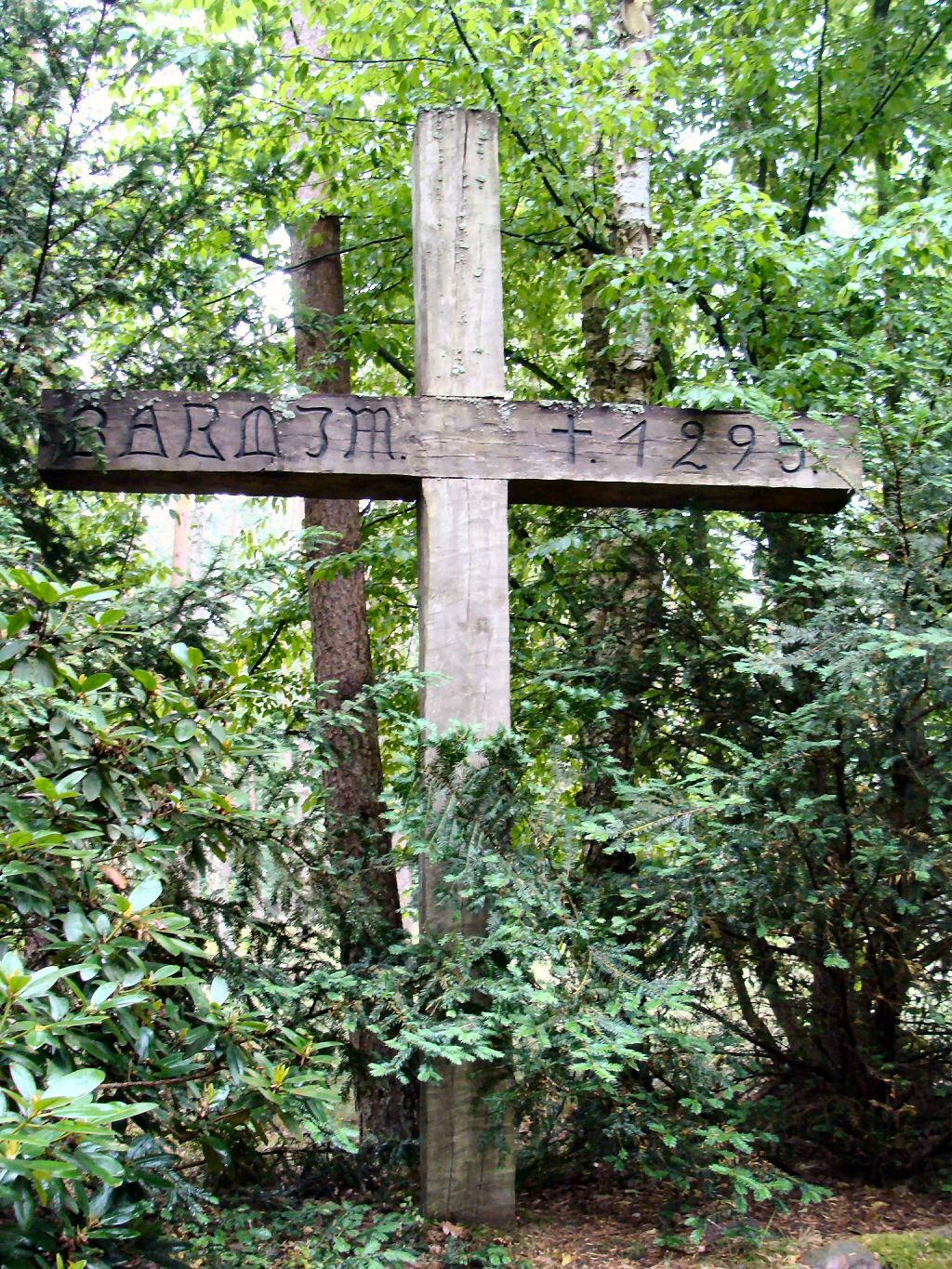
Krzyż Barnima II
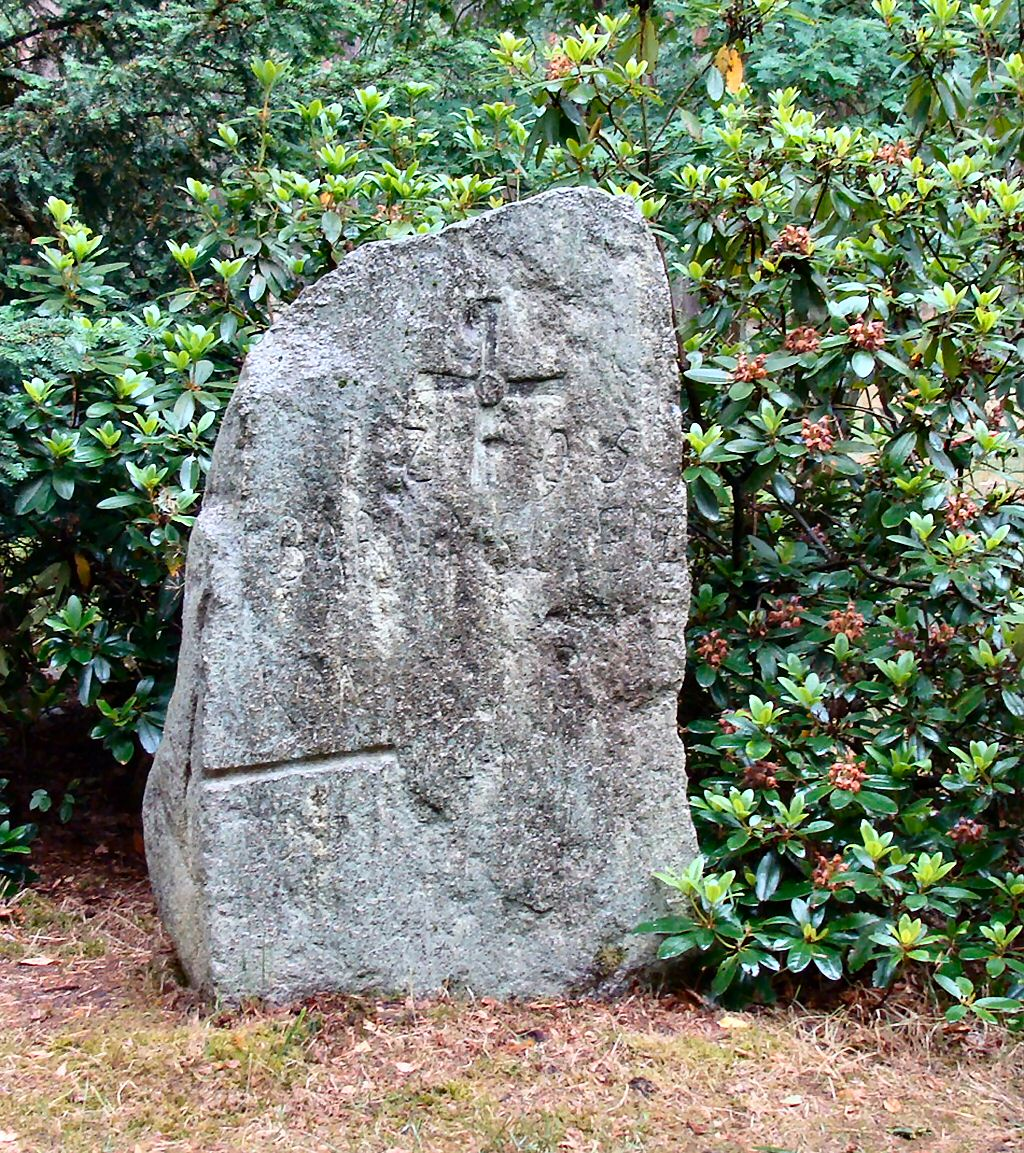
Głaz Barnima II

## Demografia
Ogólna liczba mieszkańców:
- 1864 – 13 mieszk.
- 1939 – 4 mieszk.
- 2001 – 5 mieszk.